# In Plenty and In Time of Need
In Plenty and In Time of Need este imnul național din Barbados. Versurile au fost scrise de Irving Burgie, iar muzica a fost compusă de C. Van Roland Edwards. A fost adoptat ca imn național în 1966.